# Synagoga Petera Sendrowicza w Łodzi
Synagoga Petera Sendrowicza w Łodzi – prywatny dom modlitwy znajdujący się w Łodzi przy ulicy Drewnowskiej 11.
Synagoga została zbudowana w 1906 roku z inicjatywy Petera Sendrowicza. Podczas II wojny światowej hitlerowcy zdewastowali synagogę.